# بوبلر
بوبلر (بالإنجليزية: Poppler)‏ هو مكتبة برمجية حرّة لعرض مستندات PDF. بنيت بوبلر على كود Xpdf-3.0 وأنشئت لسببين: إتاحة إعادة استخدام أسهل لمحرك العرض وتقليل الكود المتكرر، والتكامل أفضل مع نظام التشغيل واستخدام الوظائف التي يقدمها على عكس Xpdf المستقل أكثر. يُستخدم بوبلر في العديد من عارضات الوثائق، بل ويمكن استخدامه حتى كمحرك ل Xpdf، كما تستخدمه بعض التطبيقات الأخرى مثل كي أوفيس.

## قارئات بي دي إف تستخدم بوبلر
- جلاء
- أوكيولار